# Saint-Marcel-Bel-Accueil
Saint-Marcel-Bel-Accueil è un comune francese di 1 341 abitanti situato nel dipartimento dell'Isère della regione dell'Alvernia-Rodano-Alpi.

## Società

### Evoluzione demografica
Abitanti censiti